# Dancing with the Stars (Magyarország, harmadik évad)
A Dancing with the Stars  című táncos show-műsor harmadik évada, amely 2022. október 8-án vette kezdetét a TV2-n.
2021. november 20-án, a Dancing with the Stars második évadának döntőjében Gabriela Spanic bejelentette, hogy 2022-ben elindul a műsor harmadik évadja.
A két műsorvezető változatlanul Lékai-Kiss Ramóna és Stohl András volt. A harmadik évadban Molnár Andrea és Kováts Gergely Csanád már nem voltak zsűritagok. Helyüket Szente Vajk és Juronics Tamás vették át. Ördög Nóra  és Bereczki Zoltán ebben az évadban is a zsűri tagjai voltak, előbbi harmadik, utóbbi második alkalommal látta el ezt a pozíciót. A TV2 Play-en futó Dirty Dancing Live és a Dancefloor című háttérműsorokat ebben az évadban is Gelencsér Tímea vezette. Az évad nyolc részes volt, és szombatonként sugározta a TV2. A döntőre november 26-án került sor, ahol a harmadik széria győztes párosa Csobot Adél és Hegyes Bertalan lett.

## Versenyzők
A harmadik évad szereplőit augusztus 8-án mutatták be. Idén is szerepet kapott a műsorban egy világsztár, Facundo Arana személyében, aki a Vad angyal című telenovella sztárja. 
Eredetileg Kulcsár Edina táncolt volna Bonyhádi Ferenccel. Azonban Edina idő közben várandós lett, így nem tudta vállalni a szereplést. Ferenc új táncpartnere Berki Renáta volt, akivel kiestek a negyedik adásban.
Eredetileg Pap Dorci partnere Sebesi Hunor lett volna. Azonban a táncos lesérült a próbák alatt, így nem tudta vállalni a műsorban való szereplést. Dorci új táncpartnere Baranya Dávid lett.

## Összesített eredmények
A páros továbbjutott

     A két legkevesebb szavazattal rendelkező páros

     A páros kiesett
| #   | Párosok            | Párosok         | 1. adás (október 8.) | 2. adás (október 15.) | 3. adás (október 22.) | 4. adás (október 29.) | 5. adás (november 5.) | 6. adás (november 12.) | 7. adás (november 19.) | 8. adás (november 26.)    |
| #   | Amatőrök           | Profik          | 1. adás (október 8.) | 2. adás (október 15.) | 3. adás (október 22.) | 4. adás (október 29.) | 5. adás (november 5.) | 6. adás (november 12.) | 7. adás (november 19.) | 8. adás (november 26.)    |
| --- | ------------------ | --------------- | -------------------- | --------------------- | --------------------- | --------------------- | --------------------- | ---------------------- | ---------------------- | ------------------------- |
| 1.  | Csobot Adél        | Hegyes Bertalan | Továbbjutottak       | Továbbjutottak        | Továbbjutottak        | Továbbjutottak        | Továbbjutottak        | Továbbjutottak         | Továbbjutottak         | 1. helyezettek a döntőben |
| 2.  | Somhegyi Krisztián | Tóth Katica     | Továbbjutottak       | Továbbjutottak        | Továbbjutottak        | Továbbjutottak        | Továbbjutottak        | Továbbjutottak         | Továbbjutottak         | 2. helyezettek a döntőben |
| 3.  | Pap Dorci          | Baranya Dávid   | Továbbjutottak       | Továbbjutottak        | Továbbjutottak        | Továbbjutottak        | Továbbjutottak        | Továbbjutottak         | Utolsó kettő           | 3. helyezettek a döntőben |
| 4.  | Vavra Bence        | Lissák Laura    | Továbbjutottak       | Továbbjutottak        | Továbbjutottak        | Utolsó kettő          | Továbbjutottak        | Utolsó kettő           | Utolsó kettő           | Kiestek a 7. adásban      |
| 5.  | Kökény Attila      | Mikes Anna      | Továbbjutottak       | Továbbjutottak        | Továbbjutottak        | Továbbjutottak        | Utolsó kettő          | Utolsó kettő           | Kiestek a 6. adásban   | Kiestek a 6. adásban      |
| 6.  | Iván Bence         | Stana Alexandra | Továbbjutottak       | Továbbjutottak        | Továbbjutottak        | Továbbjutottak        | Utolsó kettő          | Kiestek az 5. adásban  | Kiestek az 5. adásban  | Kiestek az 5. adásban     |
| 7.  | Berki Renáta       | Bonyhádi Ferenc | Utolsó kettő         | Utolsó kettő          | Utolsó kettő          | Utolsó kettő          | Kiestek a 4. adásban  | Kiestek a 4. adásban   | Kiestek a 4. adásban   | Kiestek a 4. adásban      |
| 8.  | Bárdosi Sándor     | Szőke Zsuzsanna | Továbbjutottak       | Továbbjutottak        | Utolsó kettő          | Kiestek a 3. adásban  | Kiestek a 3. adásban  | Kiestek a 3. adásban   | Kiestek a 3. adásban   | Kiestek a 3. adásban      |
| 9.  | Zimány Linda       | Bődi Dénes      | Továbbjutottak       | Utolsó kettő          | Kiestek a 2. adásban  | Kiestek a 2. adásban  | Kiestek a 2. adásban  | Kiestek a 2. adásban   | Kiestek a 2. adásban   | Kiestek a 2. adásban      |
| 10. | Rubint Réka        | Andrei Mangra   | Utolsó kettő         | Kiestek az 1. adásban | Kiestek az 1. adásban | Kiestek az 1. adásban | Kiestek az 1. adásban | Kiestek az 1. adásban  | Kiestek az 1. adásban  | Kiestek az 1. adásban     |

### Átlag zsűri pontszámok
| Helyezés átlag alapján | Helyezés a versenyben | Páros                             | Adásonkénti pontszámok | Adásonkénti pontszámok | Adásonkénti pontszámok | Adásonkénti pontszámok | Adásonkénti pontszámok | Adásonkénti pontszámok | Adásonkénti pontszámok | Összpontszám | Táncok száma | Átlag |
| Helyezés átlag alapján | Helyezés a versenyben | Páros                             | 1                      | 2                      | 3                      | 4                      | 5                      | 6                      | 7                      | Összpontszám | Táncok száma | Átlag |
| ---------------------- | --------------------- | --------------------------------- | ---------------------- | ---------------------- | ---------------------- | ---------------------- | ---------------------- | ---------------------- | ---------------------- | ------------ | ------------ | ----- |
| 1.                     | 1.                    | Csobot Adél és Hegyes Bertalan    | 43                     | 44                     | 35                     | 36                     | 36                     | 40+37=77               | 50+49=99               | 370          | 9            | 41,11 |
| 2.                     | 3.                    | Pap Dorci és Baranya Dávid        | 29                     | 39                     | 33                     | 36                     | 34                     | 36+40=76               | 48+46=94               | 341          | 9            | 37,88 |
| 3.                     | 2.                    | Somhegyi Krisztián és Tóth Katica | 37                     | 37                     | 32                     | 36                     | 38                     | 32+31=63               | 43+50=93               | 340          | 9            | 37,77 |
| 4.                     | 4.                    | Vavra Bence és Lissák Laura       | 33                     | 38                     | 30                     | 33                     | 34                     | 34+33=67               | 40+42=82               | 317          | 9            | 35,22 |
| 5.                     | 5.                    | Kökény Attila és Mikes Anna       | 38                     | 33                     | 36                     | 35                     | 35                     | 34+32=66               |                        | 243          | 7            | 34,71 |
| 6.                     | 9.                    | Zimány Linda és Bődi Dénes        | 32                     | 35                     |                        |                        |                        |                        |                        | 67           | 2            | 33,5  |
| 7.                     | 6.                    | Iván Bence és Stana Alexandra     | 36                     | 39                     | 27                     | 31                     | 30                     |                        |                        | 163          | 5            | 32,6  |
| 8.                     | 10.                   | Rubint Réka és Andrei Mangra      | 32                     |                        |                        |                        |                        |                        |                        | 32           | 1            | 32    |
| 9.                     | 8.                    | Bárdosi Sándor és Szőke Zsuzsanna | 32                     | 33                     | 25                     |                        |                        |                        |                        | 90           | 3            | 30    |
| 10.                    | 7.                    | Berki Renáta és Bonyhádi Ferenc   | 31                     | 30                     | 28                     | 23                     |                        |                        |                        | 112          | 4            | 28    |

A zöld pontszámok jelzik a legmagasabb pontszámot az adott héten
A piros pontszámok jelzik a legalacsonyabb pontszámot az adott héten

### Legmagasabb és legalacsonyabb zsűripontszámú produkciók
Az egyes táncok legmagasabb és legalacsonyabb pontszámú produkciói a zsűritagok pontozása alapján.
| Tánc          | Páros                             | Legmagasabb pontszám | Páros                             | Legalacsonyabb pontszám | Produkciók száma |
| ------------- | --------------------------------- | -------------------- | --------------------------------- | ----------------------- | ---------------- |
| bécsi keringő | Csobot Adél és Hegyes Bertalan    | 49                   | Berki Renáta és Bonyhádi Ferenc   | 28                      | 4                |
| cha-cha-cha   | Csobot Adél és Hegyes Bertalan    | 50                   | Somhegyi Krisztián és Tóth Katica | 31                      | 5                |
| charleston    | Kökény Attila és Mikes Anna       | 35                   | Vavra Bence és Lissák Laura       | 33                      | 2                |
| hiphop        | Somhegyi Krisztián és Tóth Katica | 37                   | Pap Dorci és Baranya Dávid        | 36                      | 2                |
| jive          | Pap Dorci és Baranya Dávid        | 46                   | Bárdosi Sándor és Szőke Zsuzsanna | 25                      | 6                |
| kortárs       | Somhegyi Krisztián és Tóth Katica | 43                   | Vavra Bence és Lissák Laura       | 34                      | 4                |
| pasodoble     | Somhegyi Krisztián és Tóth Katica | 50                   | Berki Renáta és Bonyhádi Ferenc   | 23                      | 7                |
| quickstep     | Vavra Bence és Lissák Laura       | 38                   | Pap Dorci és Baranya Dávid        | 29                      | 5                |
| rumba         | Pap Dorci és Baranya Dávid        | 48                   | Zimány Linda és Bődi Dénes        | 32                      | 5                |
| salsa         | Zimány Linda és Bődi Dénes        | 35                   |                                   |                         | 1                |
| samba         | Csobot Adél és Hegyes Bertalan    | 36                   | Iván Bence és Stana Alexandra     | 31                      | 5                |
| showdance     | Iván Bence és Stana Alexandra     | 39                   | Kökény Attila és Mikes Anna       | 34                      | 2                |
| slowfox       | Vavra Bence és Lissák Laura       | 42                   | Iván Bence és Stana Alexandra     | 27                      | 5                |
| tangó         | Csobot Adél és Hegyes Bertalan    | 44                   | Berki Renáta és Bonyhádi Ferenc   | 31                      | 6                |

## Adások
A zsűri a produkciókat 1-től 10-ig pontozta, így a párosok összesen maximálisan 40 pontot (az első két és a hetedik adásban 50 pontot) kaphattak, a nézők pedig a TV2 Live mobilapplikáción keresztül és emelt díjas telefonhívással szavazhattak. Egy telefonhívás az első három adásban 3, az évad hátralévő részében 5 applikációs szavazattal volt egyenértékű. A döntőben a zsűri nem pontozott, kizárólag a nézői szavazatok döntöttek.

### 1. adás (október 8.)
- Téma: Mindenki táncol!

| #  | Páros                             | Tánc        | Zene                                         | Zsűri pontszámok | Zsűri pontszámok | Zsűri pontszámok | Zsűri pontszámok | Zsűri pontszámok | Zsűri pontszámok | Eredmény        |
| #  | Páros                             | Tánc        | Zene                                         | Bereczki Zoltán  | Facundo Arana    | Ördög Nóra       | Szente Vajk      | Juronics Tamás   | Összesen         | Eredmény        |
| -- | --------------------------------- | ----------- | -------------------------------------------- | ---------------- | ---------------- | ---------------- | ---------------- | ---------------- | ---------------- | --------------- |
| 1  | Somhegyi Krisztián és Tóth Katica | hiphop      | "Let's Get It Started" – The Black Eyed Peas | 7                | 8                | 8                | 7                | 7                | 37               | Továbbjutottak  |
| 2  | Rubint Réka és Andrei Mangra      | slowfox     | "Just the Way You Are" – Bruno Mars          | 6                | 7                | 6                | 7                | 6                | 32               | Kiestek         |
| 3  | Csobot Adél és Hegyes Bertalan    | jive        | "We’re Not Gonna Take It" – Twisted Sister   | 9                | 9                | 9                | 8                | 8                | 43               | Továbbjutottak  |
| 4  | Vavra Bence és Lissák Laura       | charleston  | "Little Swing" – AronChupa                   | 6                | 7                | 7                | 6                | 7                | 33               | Továbbjutottak  |
| 5  | Zimány Linda és Bődi Dénes        | rumba       | "You're Beautiful" – James Blunt             | 6                | 7                | 7                | 6                | 6                | 32               | Továbbjutottak  |
| 6  | Kökény Attila és Mikes Anna       | pasodoble   | "Poison" – Alice Cooper                      | 8                | 8                | 8                | 7                | 7                | 38               | Továbbjutottak  |
| 7  | Pap Dorci és Baranya Dávid        | quickstep   | "Satellite" – Lena                           | 5                | 6                | 6                | 5                | 7                | 29               | Továbbjutottak  |
| 8  | Bárdosi Sándor és Szőke Zsuzsanna | samba       | "Danza kuduro" – Don Omar                    | 7                | 7                | 6                | 6                | 6                | 32               | Továbbjutottak  |
| 9  | Iván Bence és Stana Alexandra     | cha-cha-cha | "Bella Ciao" – Becky G                       | 8                | 8                | 7                | 7                | 6                | 36               | Továbbjutottak  |
| 10 | Berki Renáta és Bonyhádi Ferenc   | tangó       | "Rampampam" – Minelli                        | 6                | 7                | 6                | 7                | 5                | 31               | Utolsó előttiek |

### 2. adás (október 15.)
- Téma: Hollywood Night
- Extra produkció: Facundo Arana – "Do You Love Me"

| # | Páros                             | Tánc          | Zene                                                               | Film                 | Zsűri pontszámok | Zsűri pontszámok | Zsűri pontszámok | Zsűri pontszámok | Zsűri pontszámok | Zsűri pontszámok | Eredmény        |
| # | Páros                             | Tánc          | Zene                                                               | Film                 | Bereczki Zoltán  | Facundo Arana    | Ördög Nóra       | Szente Vajk      | Juronics Tamás   | Összesen         | Eredmény        |
| - | --------------------------------- | ------------- | ------------------------------------------------------------------ | -------------------- | ---------------- | ---------------- | ---------------- | ---------------- | ---------------- | ---------------- | --------------- |
| 1 | Csobot Adél és Hegyes Bertalan    | tangó         | "Roxanne" – The Police                                             | Moulin Rouge!        | 9                | 9                | 9                | 8                | 9                | 44               | Továbbjutottak  |
| 2 | Kökény Attila és Mikes Anna       | bécsi keringő | "Somebody to Love" – Queen                                         | Bohém rapszódia      | 6                | 7                | 7                | 6                | 7                | 33               | Továbbjutottak  |
| 3 | Iván Bence és Stana Alexandra     | showdance     | "This Is Me" – Keala Settle                                        | A legnagyobb showman | 9                | 8                | 8                | 7                | 7                | 39               | Továbbjutottak  |
| 4 | Pap Dorci és Baranya Dávid        | slowfox       | "City of Stars" – Ryan Gosling                                     | Kaliforniai álom     | 8                | 8                | 8                | 7                | 8                | 39               | Továbbjutottak  |
| 5 | Bárdosi Sándor és Szőke Zsuzsanna | pasodoble     | "Eye Of The Tiger" – Survivor                                      | Rocky III.           | 7                | 7                | 7                | 6                | 6                | 33               | Továbbjutottak  |
| 6 | Berki Renáta és Bonyhádi Ferenc   | jive          | "Hound Dog" – Elvis Presley                                        | Forrest Gump         | 5                | 7                | 7                | 6                | 5                | 30               | Utolsó előttiek |
| 7 | Somhegyi Krisztián és Tóth Katica | rumba         | "My Heart Will Go On" – Céline Dion                                | Titanic              | 8                | 8                | 8                | 5                | 8                | 37               | Továbbjutottak  |
| 8 | Vavra Bence és Lissák Laura       | quickstep     | "You're The One That I Want" – John Travolta és Olivia Newton-John | Grease               | 7                | 8                | 8                | 8                | 7                | 38               | Továbbjutottak  |
| 9 | Zimány Linda és Bődi Dénes        | salsa         | "Cambio Dolor" – Natalia Oreiro                                    | Vad angyal           | 7                | 8                | 7                | 5                | 8                | 35               | Kiestek         |

### 3. adás (október 22.)
- Téma: Emlékek éjszakája

| # | Páros                             | Tánc          | Zene                                  | Zsűri pontszámok | Zsűri pontszámok | Zsűri pontszámok | Zsűri pontszámok | Zsűri pontszámok | Eredmény        |
| # | Páros                             | Tánc          | Zene                                  | Bereczki Zoltán  | Ördög Nóra       | Szente Vajk      | Juronics Tamás   | Összesen         | Eredmény        |
| - | --------------------------------- | ------------- | ------------------------------------- | ---------------- | ---------------- | ---------------- | ---------------- | ---------------- | --------------- |
| 1 | Vavra Bence és Lissák Laura       | pasodoble     | "U + Ur Hand" – Pink                  | 7                | 8                | 8                | 7                | 30               | Továbbjutottak  |
| 2 | Somhegyi Krisztián és Tóth Katica | quickstep     | "Be The One" – Dua Lipa               | 8                | 8                | 8                | 8                | 32               | Továbbjutottak  |
| 3 | Pap Dorci és Baranya Dávid        | samba         | "Mamacita" – The Black Eyed Peas      | 8                | 9                | 8                | 8                | 33               | Továbbjutottak  |
| 4 | Iván Bence és Stana Alexandra     | slowfox       | "Anywhere" – Rita Ora                 | 6                | 7                | 7                | 7                | 27               | Továbbjutottak  |
| 5 | Bárdosi Sándor és Szőke Zsuzsanna | jive          | "Reach" – S Club 7                    | 6                | 7                | 6                | 6                | 25               | Kiestek         |
| 6 | Berki Renáta és Bonyhádi Ferenc   | bécsi keringő | "What Other People Say" – Demi Lovato | 7                | 7                | 7                | 7                | 28               | Utolsó előttiek |
| 7 | Kökény Attila és Mikes Anna       | cha-cha-cha   | "More" – Usher                        | 9                | 9                | 9                | 9                | 36               | Továbbjutottak  |
| 8 | Csobot Adél és Hegyes Bertalan    | kortárs       | "My Inmortal" – Evanescence           | 9                | 9                | 9                | 8                | 35               | Továbbjutottak  |

### 4. adás (október 29.)
- Téma: Magyar sztárok éjszakája
- Extra produkció: Majka és Nika – "A csúcson túl / Füttyös / Mindenki táncol 90'"

| # | Páros                             | Tánc       | Zene                                               | Zsűri pontszámok | Zsűri pontszámok | Zsűri pontszámok | Zsűri pontszámok | Zsűri pontszámok | Eredmény        |
| # | Páros                             | Tánc       | Zene                                               | Bereczki Zoltán  | Ördög Nóra       | Szente Vajk      | Juronics Tamás   | Összesen         | Eredmény        |
| - | --------------------------------- | ---------- | -------------------------------------------------- | ---------------- | ---------------- | ---------------- | ---------------- | ---------------- | --------------- |
| 1 | Kökény Attila és Mikes Anna       | charleston | "Csók Csók Puszi" – Nótár Mary                     | 9                | 9                | 9                | 8                | 35               | Továbbjutottak  |
| 2 | Berki Renáta és Bonyhádi Ferenc   | pasodoble  | "Forogj, világ!" – Péter Szabó Szilvia             | 5                | 6                | 7                | 5                | 23               | Kiestek         |
| 3 | Iván Bence és Stana Alexandra     | samba      | "Angelina" – Csordás Tibor                         | 8                | 8                | 7                | 8                | 31               | Továbbjutottak  |
| 4 | Pap Dorci és Baranya Dávid        | kortárs    | "Úgy fáj" – Radics Gigi                            | 9                | 9                | 9                | 9                | 36               | Továbbjutottak  |
| 5 | Csobot Adél és Hegyes Bertalan    | quickstep  | "Csakazértis szerelem" – Patkó Béla Kiki           | 9                | 9                | 9                | 9                | 36               | Továbbjutottak  |
| 6 | Vavra Bence és Lissák Laura       | rumba      | "Olyan, mint te" – Szekeres Adrien                 | 8                | 8                | 9                | 8                | 33               | Utolsó előttiek |
| 7 | Somhegyi Krisztián és Tóth Katica | tangó      | "A titkod nem leszek" – Rácz Gergő és Orsovai Reni | 9                | 9                | 9                | 9                | 36               | Továbbjutottak  |

### 5. adás (november 5.)
- Téma: Riszaviadal

| #           | Páros                             | Tánc        | Zene                                          | Zsűri pontszámok | Zsűri pontszámok | Zsűri pontszámok | Zsűri pontszámok | Zsűri pontszámok | Eredmény        |
| #           | Páros                             | Tánc        | Zene                                          | Bereczki Zoltán  | Ördög Nóra       | Szente Vajk      | Juronics Tamás   | Összesen         | Eredmény        |
| ----------- | --------------------------------- | ----------- | --------------------------------------------- | ---------------- | ---------------- | ---------------- | ---------------- | ---------------- | --------------- |
| 1           | Pap Dorci és Baranya Dávid        | pasodoble   | "Sweet Dreams" – Eurythmics                   | 8                | 8                | 9                | 9                | 34               | Továbbjutottak  |
| 2           | Csobot Adél és Hegyes Bertalan    | samba       | "UP" – Inna x Sean Paul                       | 9                | 9                | 9                | 9                | 36               | Továbbjutottak  |
| 3           | Vavra Bence és Lissák Laura       | cha-cha-cha | "Dragostea Din Tei" – O-Zone                  | 9                | 9                | 9                | 7                | 34               | Továbbjutottak  |
| 4           | Kökény Attila és Mikes Anna       | tangó       | "This Love" – Maroon 5                        | 9                | 9                | 8                | 9                | 35               | Utolsó előttiek |
| 5           | Iván Bence és Stana Alexandra     | quickstep   | "Walking on Sunshine" – Katrina and the Waves | 8                | 7                | 8                | 7                | 30               | Kiestek         |
| 6           | Somhegyi Krisztián és Tóth Katica | jive        | "Hit the Road Jack" – Ray Charles             | 9                | 9                | 10               | 10               | 38               | Továbbjutottak  |
| Riszaviadal |                                   |             |                                               |                  |                  |                  |                  |                  |                 |
| 7           | Kökény Attila és Mikes Anna       | pasodoble   | "Smells Like Teen Spirit" – Nirvana           |                  |                  |                  | +1               | +1               |                 |
| 7           | Vavra Bence és Lissák Laura       | pasodoble   | "Smells Like Teen Spirit" – Nirvana           | +1               | +1               | +1               |                  | +3               |                 |
| 8           | Iván Bence és Stana Alexandra     | samba       | "Bumpy Ride" – Mohombi                        |                  | +1               | +1               |                  | +2               |                 |
| 8           | Pap Dorci és Baranya Dávid        | samba       | "Bumpy Ride" – Mohombi                        | +1               |                  |                  | +1               | +2               |                 |
| 9           | Csobot Adél és Hegyes Bertalan    | tangó       | "Salt" – Ava Max                              | +1               | +1               |                  | +1               | +3               |                 |
| 9           | Somhegyi Krisztián és Tóth Katica | tangó       | "Salt" – Ava Max                              |                  |                  | +1               |                  | +1               |                 |

### 6. adás (középdöntő) (november 12.)
- Téma: A parkett ördögei

A versenyzők egy egyéni, illetve az előző évad versenyzőével előadott koreográfiával léptek színpadra.
| #             | Páros                                         | Tánc          | Zene                                                  | Zsűri pontszámok | Zsűri pontszámok | Zsűri pontszámok | Zsűri pontszámok | Zsűri pontszámok | Eredmény        |
| #             | Páros                                         | Tánc          | Zene                                                  | Bereczki Zoltán  | Ördög Nóra       | Szente Vajk      | Juronics Tamás   | Összesen         | Eredmény        |
| ------------- | --------------------------------------------- | ------------- | ----------------------------------------------------- | ---------------- | ---------------- | ---------------- | ---------------- | ---------------- | --------------- |
| 1             | Pap Dorci és Baranya Dávid                    | hiphop        | "Walk This Way" – Run–D.M.C.                          | 9                | 9                | 9                | 9                | 36               | Továbbjutottak  |
| 2             | Vavra Bence és Lissák Laura                   | kortárs       | "Under" – Alex Hepburn                                | 8                | 9                | 9                | 8                | 34               | Utolsó előttiek |
| 3             | Somhegyi Krisztián és Tóth Katica             | bécsi keringő | "Dangerous Woman" – Ariana Grande                     | 8                | 7                | 8                | 9                | 32               | Továbbjutottak  |
| 4             | Kökény Attila és Mikes Anna                   | showdance     | "Beat It" – Michael Jackson                           | 9                | 9                | 8                | 8                | 34               | Kiestek         |
| 5             | Csobot Adél és Hegyes Bertalan                | rumba         | "Beneath Your Beautiful" – Labrinth feat. Emeli Sandé | 10               | 10               | 10               | 10               | 40               | Továbbjutottak  |
| Hárman párban |                                               |               |                                                       |                  |                  |                  |                  |                  |                 |
| 6             | Somhegyi Krisztián, Tóth Katica és Kempf Zozó | cha-cha-cha   | "Drive By" – Train                                    | 7                | 8                | 8                | 8                | 31               |                 |
| 7             | Pap Dorci, Baranya Dávid és Kinizsi Ottó      | tangó         | "Addicted to You" – Avicii                            | 10               | 10               | 10               | 10               | 40               |                 |
| 8             | Kökény Attila, Mikes Anna és Kamarás Iván     | jive          | "Dance with Me Tonight" – Olly Murs                   | 9                | 8                | 7                | 8                | 32               |                 |
| 9             | Vavra Bence, Lissák Laura és Kozma Dominik    | samba         | "Mad Love" – Sean Paul, David Guetta feat. Becky G    | 8                | 8                | 9                | 8                | 33               |                 |
| 10            | Csobot Adél, Hegyes Bertalan és Árpa Attila   | pasodoble     | "Left Outside Alone" – Anastacia                      | 10               | 9                | 9                | 9                | 37               |                 |

### 7. adás: elődöntő (november 19.)
- Téma: All You Need Is Love

Az elődöntőben a párosok két koreográfiával léptek a parkettre. Gabriela Spanic vendég zsűritagként ismét részt vett az adásban.
| # | Páros                             | Tánc          | Zene                                  | Zsűri pontszámok | Zsűri pontszámok | Zsűri pontszámok | Zsűri pontszámok | Zsűri pontszámok | Zsűri pontszámok | Eredmény        |
| # | Páros                             | Tánc          | Zene                                  | Bereczki Zoltán  | Ördög Nóra       | Szente Vajk      | Gabriela Spanic  | Juronics Tamás   | Összesen         | Eredmény        |
| - | --------------------------------- | ------------- | ------------------------------------- | ---------------- | ---------------- | ---------------- | ---------------- | ---------------- | ---------------- | --------------- |
| 1 | Vavra Bence és Lissák Laura       | tangó         | "Fallin' (Adrenaline)" – Why Don't We | 7                | 8                | 9                | 8                | 8                | 40               | Kiestek         |
| 6 | Vavra Bence és Lissák Laura       | slowfox       | "Eső" – Margaret Island               | 8                | 8                | 9                | 9                | 8                | 42               | Kiestek         |
| 2 | Pap Dorci és Baranya Dávid        | rumba         | "Lélekdonor" – Caramel                | 10               | 9                | 9                | 10               | 10               | 48               | Utolsó előttiek |
| 5 | Pap Dorci és Baranya Dávid        | jive          | "Candyman" – Christina Aguilera       | 9                | 9                | 9                | 10               | 9                | 46               | Utolsó előttiek |
| 3 | Csobot Adél és Hegyes Bertalan    | cha-cha-cha   | "Úristen" – VALMAR ft. Szikora Róbert | 10               | 10               | 10               | 10               | 10               | 50               | Továbbjutottak  |
| 8 | Csobot Adél és Hegyes Bertalan    | bécsi keringő | "Don't Cry" – Guns N’ Roses           | 10               | 10               | 10               | 10               | 9                | 49               | Továbbjutottak  |
| 4 | Somhegyi Krisztián és Tóth Katica | kortárs       | "Another Love" – Tom Odell            | 8                | 10               | 8                | 10               | 7                | 43               | Továbbjutottak  |
| 7 | Somhegyi Krisztián és Tóth Katica | pasodoble     | "Szerelem, miért múlsz?" – Wolf Kati  | 10               | 10               | 10               | 10               | 10               | 50               | Továbbjutottak  |

### 8. adás: döntő (november 26.)
A döntőben a zsűri nem pontozott, csak szóban értékelték a produkciókat, kizárólag a nézői szavazatok döntöttek a végeredményről.
- Téma: Finálé (az első adás tánca, eddig még be nem mutatott tánc, a zsűri által választott tánc)
- Extra produkciók:
  - Kiesett versenyzők (Rubint Réka és Andrei Mangra, Zimány Linda és Bődi Dénes, Bárdosi Sándor és Szőke Zsuzsanna, Berki Renáta és Bonyhádi Ferenc, Iván Bence és Stana Alexandra, Kökény Attila és Mikes Anna, Vavra Bence és Lissák Laura) produkciója
  - Tavalyi győztes Tóth Andi és Andrei Mangra produkciója

| #          | Páros                             | Tánc        | Zene                                         | Eredmény       |
| 1. forduló | 1. forduló                        | 1. forduló  | 1. forduló                                   | 1. forduló     |
| ---------- | --------------------------------- | ----------- | -------------------------------------------- | -------------- |
| 1          | Somhegyi Krisztián és Tóth Katica | hiphop      | "Let's Get It Started" – The Black Eyed Peas | Továbbjutottak |
| 4          | Somhegyi Krisztián és Tóth Katica | samba       | "Whenever, Wherever" – Shakira               | Továbbjutottak |
| 2          | Pap Dorci és Baranya Dávid        | quickstep   | "Satellite" – Lena Meyer-Landrut             | 3. helyezettek |
| 5          | Pap Dorci és Baranya Dávid        | cha-cha-cha | "Troublemaker" – Olly Murs                   | 3. helyezettek |
| 3          | Csobot Adél és Hegyes Bertalan    | jive        | "We’re Not Gonna Take It" – Twisted Sister   | Továbbjutottak |
| 6          | Csobot Adél és Hegyes Bertalan    | charleston  | "Haccáré, Haccacáré" – Budapest Bár          | Továbbjutottak |
| 2. forduló |                                   |             |                                              |                |
| 7          | Somhegyi Krisztián és Tóth Katica | jive        | "Hit the Road Jack" – Ray Charles            | 2. helyezettek |
| 8          | Csobot Adél és Hegyes Bertalan    | tangó       | "Roxanne" – The Police                       | Győztesek      |

A nézői szavazatok alapján a harmadik évadot Csobot Adél és Hegyes Bertalan nyerte.

## Nézettség
A +4-es adatok a teljes lakosságra, a 18–59-es adatok a célközönségre vonatkoznak. A táblázat csak a TV2 által főműsoridőben sugárzott adások adatait mutatja.
| Epizód                          | Vetítés            | Idősáv        | Teljes lakosság (+4) | Teljes lakosság (+4) | Teljes lakosság (+4) | Célközönség (18–59) | Célközönség (18–59) | Célközönség (18–59) | Forrás |
| Epizód                          | Vetítés            | Idősáv        | AMR (fő)             | SHR (%)              | Heti helyezés        | AMR (fő)            | SHR (%)             | Heti helyezés       | Forrás |
| ------------------------------- | ------------------ | ------------- | -------------------- | -------------------- | -------------------- | ------------------- | ------------------- | ------------------- | ------ |
| 1. adás                         | 2022. október 8.   | szombat 20:00 | 734 250              | 20,0                 | 4.                   | 279 747             | 14,5                | 9.                  | [ 7 ]  |
| 2. adás                         | 2022. október 15.  | szombat 19:30 | 750 544              | 19,4                 | 2.                   | 280 011             | 14,2                | 8.                  | [ 8 ]  |
| 3. adás                         | 2022. október 22.  | szombat 19:30 | 741 156              | 18,1                 | 3.                   | 299 906             | 14,1                | 6.                  | [ 9 ]  |
| 4. adás                         | 2022. október 29.  | szombat 19:30 | 771 322              | 19,3                 | 2.                   | 282 417             | 14,1                | 5.                  | [ 10 ] |
| 5. adás (középdöntő 1. forduló) | 2022. november 5.  | szombat 19:30 | 795 017              | 20,0                 | 3.                   | 300 293             | 14,8                | 9.                  | [ 11 ] |
| 6. adás (középdöntő 2. forduló) | 2022. november 12. | szombat 19:30 | 712 634              | 18,9                 | 5.                   | 272 172             | 13,9                | 9.                  | [ 12 ] |
| 7. adás (elődöntő)              | 2022. november 19. | szombat 19:30 | 783 055              | 19,9                 | 4.                   | 284 389             | 13,9                | 14.                 | [ 13 ] |
| 8. adás (döntő)                 | 2022. november 26. | szombat 19:30 | 892 788              | 23,1                 | 2.                   | 329 547             | 16,5                | 5.                  | [ 14 ] |